# Heinrich II von Dischingen
Heinrich II von Dischingen (zm. 9 lipca lub 19 listopada 1231) – biskup Eichstätt w latach 1228–1231.
W większości źródeł z tamtych lat nazwa jego rodu zapisywana jest jako Tisehingen lub Tissehingen. W 1212 został kanonikiem, a w 1219 prepozytem kapituły katedralnej w Eichstätt. Protestował przeciwko elekcji Friedricha I von Haunstadta na biskupa diecezji. W 1228 został biskupem Eichstätt.
Dzięki dotacjom od cesarza Fryderyka II i króla Henryka VII w ufundował klasztor św. Krzyża w Donauwörth i kościoły w Mündling, Gungolding i Egweil. Zmarł po trzech latach urzędowania w 1231 roku, źródła podają rozbieżne daty dzienne jego śmierci.